# Эрна (Эстония)
Эрна (нем. Unternehmung Erna, эст. Erna luuregrupp) — диверсионно-разведывательная группа, сформированная абвером из эстонских эмигрантов в начале 1941 года, формально подчинявшаяся Финляндии. Группу составляли граждане Эстонии, недовольные её вхождением в состав СССР, и иммигрировавшие в Финляндию в 1939-40 гг.
Профиль группы — разведывательно-диверсионная деятельность в тылу Красной Армии, опирающаяся на часть местного эстонского населения, враждебную СССР, количественно выросшую после депортации осуществлённой НКВД 14.06.1941 г.

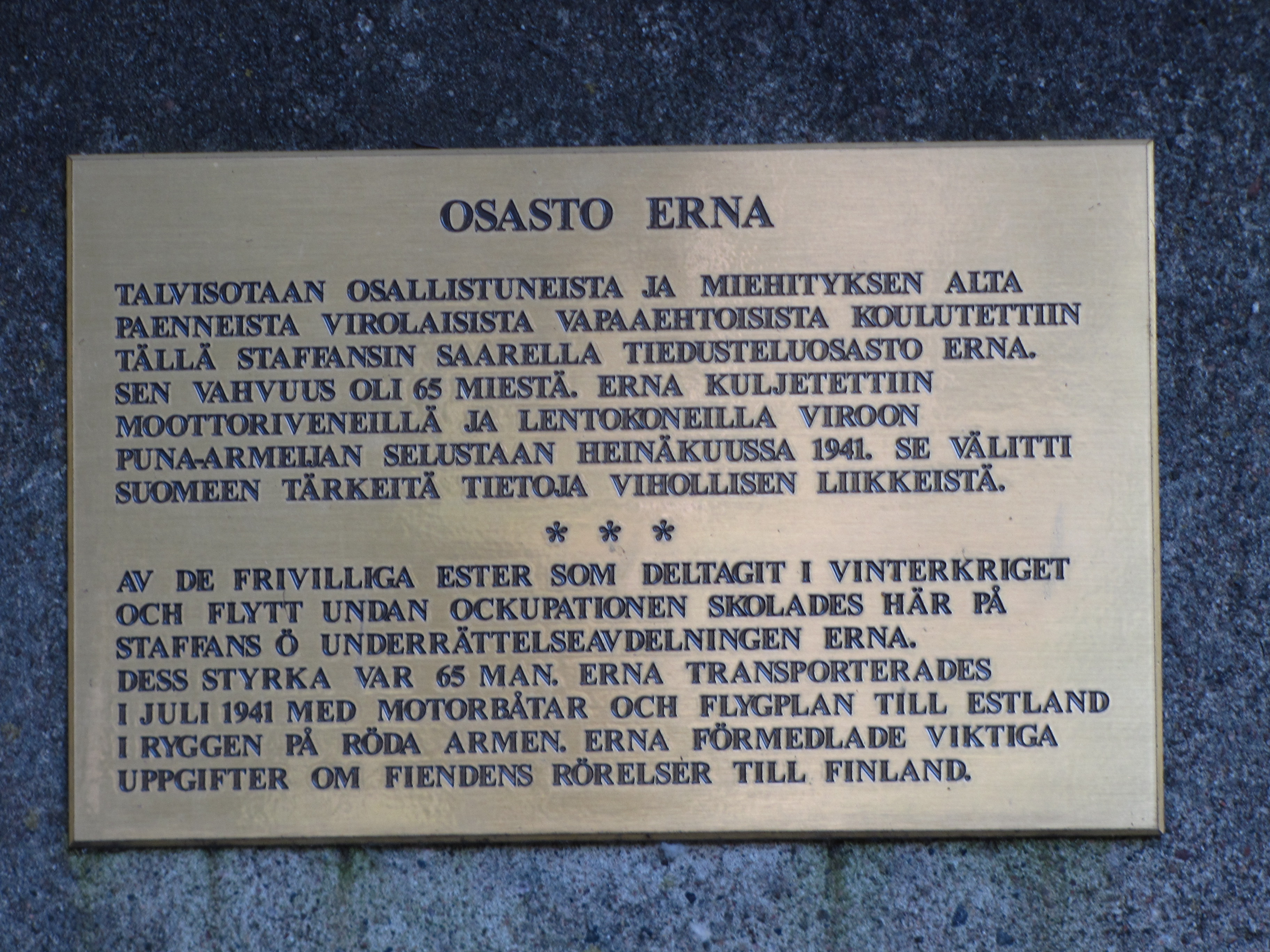
Мемориальная доска, посвящённая Эрна в Эспо, Финляндия

## Формирование
В марте 1941 г. бывший военный атташе Эстонии в Финляндии майор Аксель Кристиан, проживающий после вхождения Эстонии в состав СССР в Финляндии, организовал прохождение 18 эстонскими эмигрантами курсов радиотелеграфистов в финской разведшколе в Рованиеми.
В начале 1941 года 15 добровольцев-эмигрантов из Эстонии прошли обучение у немецких офицеров Абвера.
На 24.06.1941 года в Эрна значилось 67 бойцов, в том числе 4 офицера. Возглавил группу бывший военный атташе Эстонии во Франции полковник Хенн-Антс Кург. Вооружение, обмундирование и снаряжение были финскими. В этот день Эрна была приведена к присяге Финляндии, что никак не повлияло на её статус как спецподразделения германской военной разведки — Абвера.
При требованиях принести присягу Адольфу Гитлеру бойцы отказались. Через некоторое время было решено оформить группу как часть сил Финляндии, и чтоб бойцы принесли финскую присягу. 
Немцы дали группе название «Эрна». К группе также присоединились два немецких офицера из учебного полка специального назначения военной разведки «Бранденбург-1» — оберлейтенант Курт Рейнхардт и зондерфюрер Вернер Шварце. В Эстонии будущее разведывательное подразделение должно было подчиняться немецкой 18-й армии. Курт Рейнхардт стал для немцев командиром группы «Эрна», отправленной в Эстонию, а Вернер Шварце — офицером связи при штабе 18-й армии. Рейнхардт и Шварце , руководившие группой, хотели, чтобы Эрна присягнула на верность фюреру . Однако полковник Хенн-Антс Кург решительно воспротивился этому, он настаивал на том, что они не немцы, а эстонские добровольцы, готовые к сотрудничеству, но без каких-либо обязательств перед Гитлером. Было достигнуто соглашение, что, находясь на службе в финской армии, Эрна должна принести присягу на верность Финляндии. Соответственно, в июле 1941 года 15 специально обученных мужчин и 52 добровольца принесли присягу на верность Финляндии. 

## Высадка на территорию Эстонской ССР

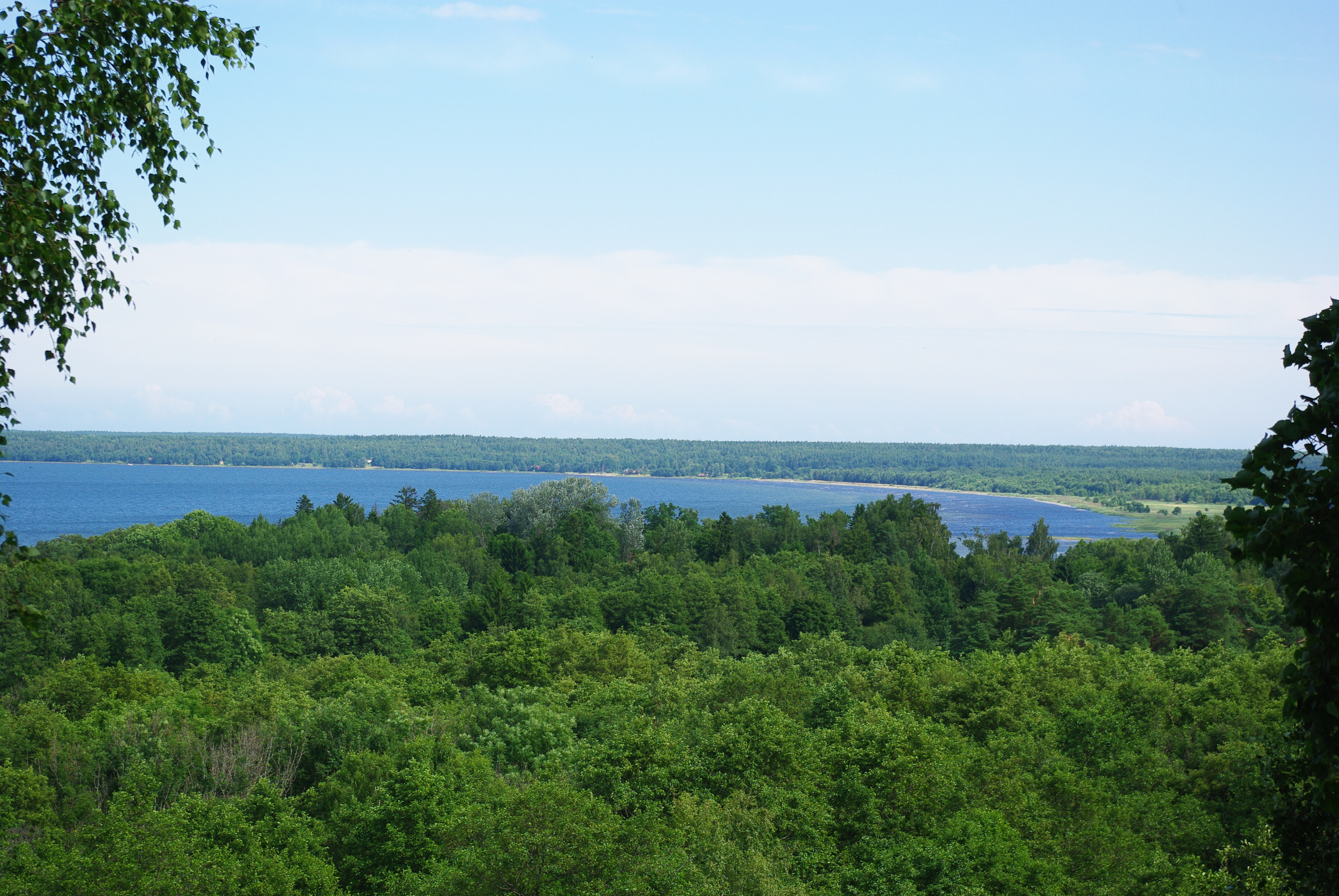
Вид берега Финского залива у деревни Муукси

В ночь на 10.07.1941 первые 38 бойцов Эрны высадились на северном берегу Эстонской ССР у деревушки Муукси. Они были одеты в финскую военную форму, но со знаками различия немецкой группы армий «Север». Другие высадки производились 22—23.07.1941 и 29.07.1941 г.
База Эрны была создана в глубине болота Каутла (Kautla).

## Задачи группы
В задачу всех подгрупп входила тактическая разведка в тылу Красной Армии и информирование немецкой группы армий «Север», уничтожение советских солдат и офицеров, повреждение линий связи Красной Армии и т. п.

## Участие в боях
Эрна принимала участие в боях против Красной Армии и истребительных батальонов в разных местностях Эстонской ССР. На её счету много убитых красноармейцев и гражданского персонала советской администрации и активистов. За террор, ранее осуществленный истребительными батальонами, 26 июля лесные братья вместе с людьми Эрны в качестве мести напали на ратушу деревни Албу, которая была базой истребительных батальонов.
6 августа 1941 года разведывательный отряд Эрны перешел фронт из тыла советских войск на сторону немецких войск. Перейдя линию советско-германского фронта, члены «Эрны» в августе того же года приняли участие в захвате Таллина.

## Отношение в Эстонии с 1991 г.
В Эстонии деятельность Эрны считается высокогуманной и героической, направленной исключительно против «советской оккупации» и карательных войск НКВД. Участие Эрны в казнях коммунистов, советских активистов, организация налётов на службы советской гражданской администрации и отступающие колонны тыловых служб Красной Армии отрицается.